# Argentaffinität
Argentaffin ist die Fähigkeit von Molekülen in Geweben, im Zuge einer Silberfärbung ammoniakalisches Silbernitrat ohne Reduktionsmittel zu reduzieren (Schwarzfärbung) und mit Silber (lat. Argentum) eine Verbindung einzugehen. Im Gegensatz dazu binden argyrophile Moleküle zwar ebenfalls verstärkt Silberionen, müssen zur Sichtbarmachung jedoch noch getrennt reduziert werden.